# John Gourlay
John Bell Gourlay (Blenheim, 26 luglio 1872 – North Vancouver, 7 aprile 1949) è stato un calciatore canadese, di ruolo difensore.
Nel 1904 fu il capitano della squadra del Galt che conquistò la medaglia d'oro nel torneo di calcio dei Giochi della III Olimpiade. Con il Galt vinse per tre volte l'Ontario Cup dal 1901 al 1903.